# ファイアマン賞
ファイアマン賞（ファイアマンしょう）は、日本のプロ野球において、優秀救援投手に贈られていた賞である。
1981年度に創設されたこの賞は、メジャーリーグが救援投手のことを「ファイアマン（「消防士」、「火消し役」の意）」と呼ぶことにちなんで、当時の安田火災海上保険（後の損害保険ジャパン、現・損害保険ジャパン日本興亜）が協賛して行っていた。2001年度までの正式名称は「安田火災ファイアマン賞（やすだかさいファイアマンしょう）」、2002年度の正式名称は「損保ジャパンファイアマン賞（そんぽジャパンファイアマンしょう）」。
毎年度セ・パ両リーグの救援投手の公式戦における成績を元にファイアマンポイントを算出し（計算式は（救援勝利数＋セーブ数）×2－救援敗戦数）、最もポイントが多い投手（各リーグ1名ずつ）に賞を贈呈した。賞金、町火消の象徴である纏と法被が副賞として贈呈された。
協賛企業であった損保ジャパンが業務見直しを理由に2002年度限りで撤退したため、同年を最後に廃止となった。

## 歴代受賞者
|      | セントラル・リーグ | セントラル・リーグ | セントラル・リーグ | パシフィック・リーグ   | パシフィック・リーグ | パシフィック・リーグ |
| 年   | 名前               | 所属               | ポイント           | 名前                   | 所属                 | ポイント             |
| ---- | ------------------ | ------------------ | ------------------ | ---------------------- | -------------------- | -------------------- |
| 1981 | 角三男             | 巨人               | 51                 | 江夏豊                 | 日本ハム             | 50                   |
| 1982 | 山本和行           | 阪神               | 73                 | 江夏豊                 | 日本ハム             | 70                   |
| 1983 | 斉藤明夫           | 大洋               | 56                 | 森繁和                 | 西武                 | 73                   |
| 1984 | 山本和行           | 阪神               | 60                 | 山沖之彦               | 阪急                 | 44                   |
| 1985 | 中西清起           | 阪神               | 57                 | 石本貴昭               | 近鉄                 | 49                   |
| 1986 | 斉藤明夫           | 大洋               | 50                 | 石本貴昭               | 近鉄                 | 77                   |
| 1987 | 郭源治             | 中日               | 57                 | 牛島和彦               | ロッテ               | 48                   |
| 1988 | 郭源治             | 中日               | 82                 | 吉井理人               | 近鉄                 | 66                   |
| 1989 | 津田恒実           | 広島               | 75                 | 井上祐二               | ダイエー             | 52                   |
| 1990 | 与田剛             | 中日               | 66                 | 鹿取義隆               | 西武                 | 53                   |
| 1991 | 大野豊             | 広島               | 62                 | 武田一浩               | 日本ハム             | 36                   |
| 1992 | 佐々木主浩         | 大洋               | 60                 | 赤堀元之               | 近鉄                 | 60                   |
| 1993 | 石毛博史           | 巨人               | 67                 | 赤堀元之               | 近鉄                 | 58                   |
| 1994 | 高津臣吾           | ヤクルト           | 50                 | 赤堀元之               | 近鉄                 | 62                   |
| 1995 | 佐々木主浩         | 横浜               | 76                 | 平井正史               | オリックス           | 79                   |
| 1996 | 佐々木主浩         | 横浜               | 55                 | 赤堀元之               | 近鉄                 | 56                   |
| 1997 | 佐々木主浩         | 横浜               | 82                 | 赤堀元之               | 近鉄                 | 59                   |
| 1998 | 佐々木主浩         | 横浜               | 91                 | 大塚晶文               | 近鉄                 | 74                   |
| 1999 | 高津臣吾           | ヤクルト           | 62                 | ブライアン・ウォーレン | ロッテ               | 60                   |
| 2000 | エディ・ギャラード | 中日               | 70                 | ロドニー・ペドラザ     | ダイエー             | 72                   |
| 2001 | 高津臣吾           | ヤクルト           | 70                 | ロドニー・ペドラザ     | ダイエー             | 72                   |
| 2002 | エディ･ギャラード  | 中日               | 69                 | 豊田清                 | 西武                 | 87                   |